# Château de la Flachère
Le château de La Flachère est situé sur la commune de Saint-Vérand, dans le Rhône, sur une colline se dressant au confluent de l'Azergues et du Soanan.

## Description
Le domaine couvre une superficie d'environ 270 hectares et se trouve sur les communes du Bois d'Oingt, de Saint-Vérand (dont il dépend administrativement) et de Légny. Construit sur de légers vallons au sommet d'une grande prairie, le château offre de belles perspectives sur les villages d'Oingt et sur la vallée d'Azergues.
Les dépendances du château ont été quant à elles, construites sous forme de terrasses, non loin du château mais cachées par des bosquets. Les archives municipales de Saint-Vérand indiquent que l'immense propriété est très bien drainée, grâce à un système hydrographique important. Celui-ci servait à l'irrigation des prairies et à l'apport d'eau potable.
L'architecture du château correspond aux théories médiévistes du XIXe siècle. Les fermes et dépendances se rattachent davantage à l'architecture du Beaujolais. L'édifice est en brique et en pierre dorée et les toitures sont en ardoise.
Le château actuel a été reconstruit entre 1863 et 1869. Les plans en furent dressés par l'architecte Eugène Viollet-le-Duc pour Antoine-François-Louis, comte de Chaponay, fils de Pierre-Anne de Chaponay et Marie-Bonne Durand de Châtillon et pour son épouse Sophie-Albertine-Cécile Reynaud de Boulogne de Lascours, mariés en 1849. Le château est habité par le couple Chaponay jusqu'au début du XXe siècle, avant d'être laissé à leur fils Pierre, dans le cadre d'une donation-partage. L'ensemble fut terminé en 1875. 
Il est doté d'un escalier d'honneur et de pièces richement décorées, notamment le grand salon, la salle à manger, la salle de billard, le salon de musique, la grande et la petite bibliothèque, l'ancienne cuisine en sous-sol avec sa cheminée.
Il comporte également de nombreuses et vastes dépendances : fermes, régie, écuries. Le parc fut conçu par Varey qui, à la demande du marquis de Chaponay, fit planter des essences rares.
Plusieurs éléments ont été classés au titre des monuments historiques, le château et à l'intérieur le grand escalier d'honneur avec sa rampe en pierre et sa cage, l'escalier de dégagement de la tourelle de façade, le grand salon, la salle à manger, la salle de billard, le salon de musique, la grande et la petite bibliothèque ainsi que l'ancienne cuisine en sous-sol avec sa cheminée. Pour leur part, les communs, le pavillon de la régie et les écuries avec leurs stalles et leurs râteliers ont été inscrits.

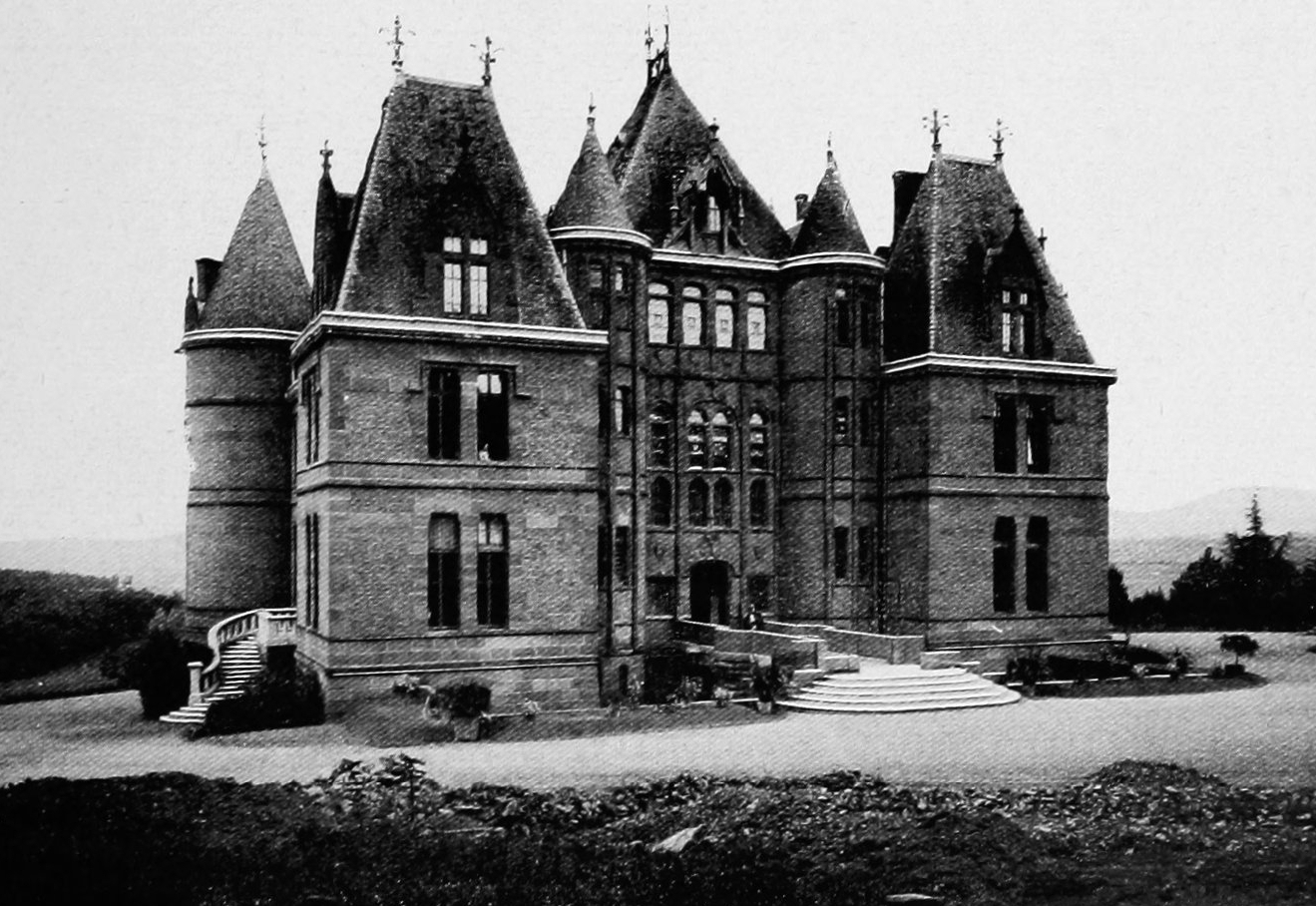
Château de la Flachère, photographié entre 1901 et 1902, source Bibliothèque nationale de France.
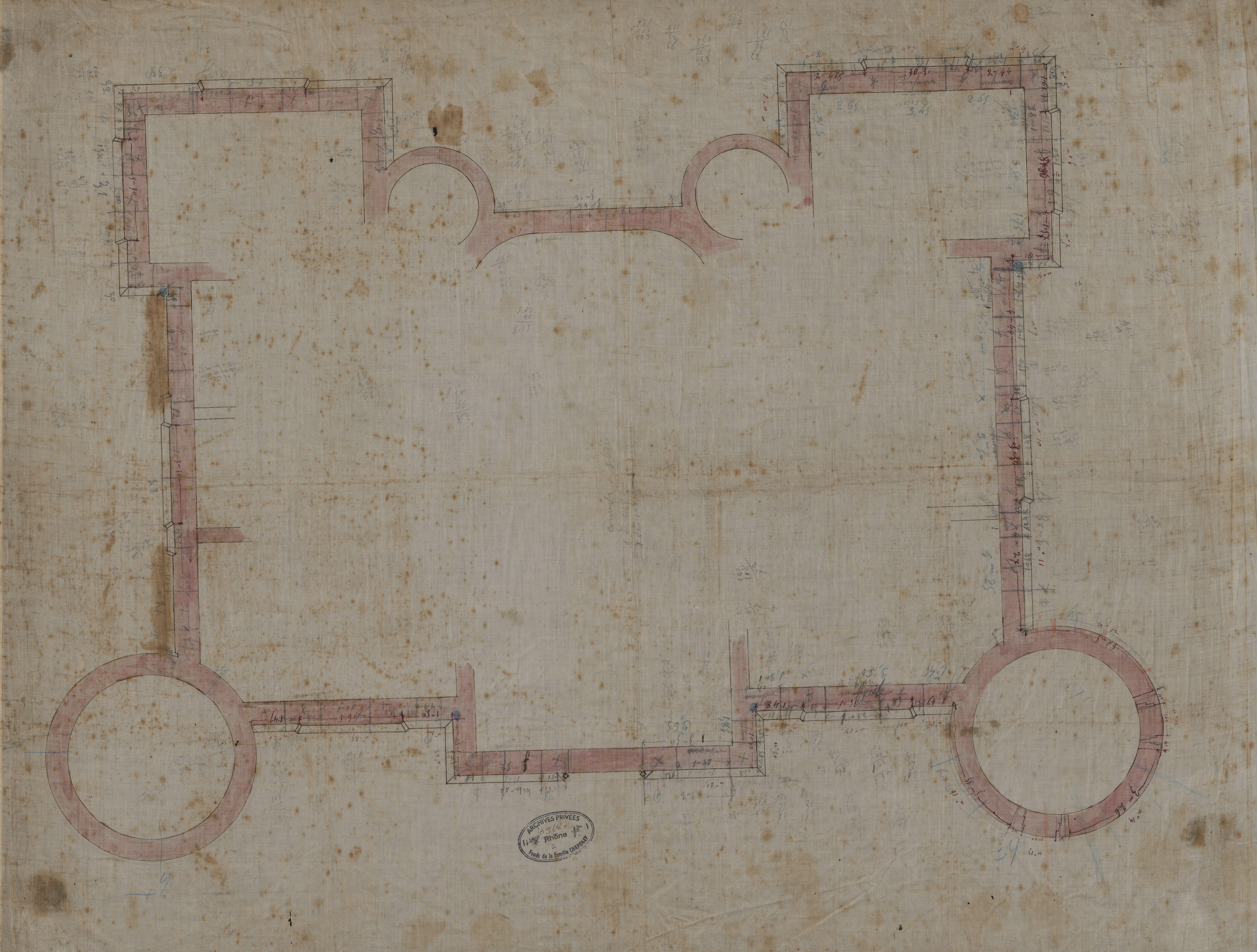
Rez-de-chaussée et plan de masse, plans signés par Benoit, 1859.
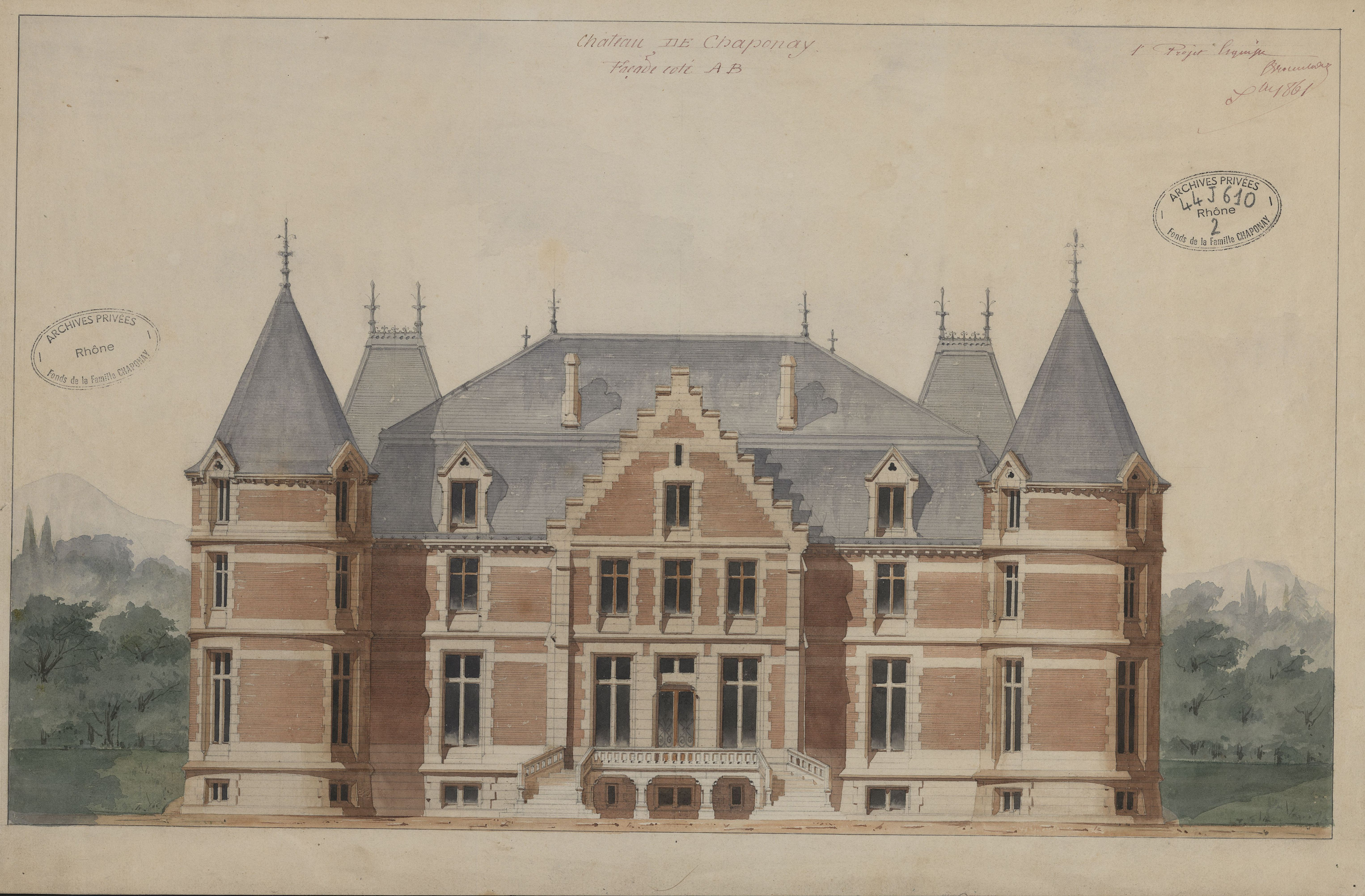
Façades sud et latérales, dessins aquarellés signés Viollet-le-Duc, 1861.
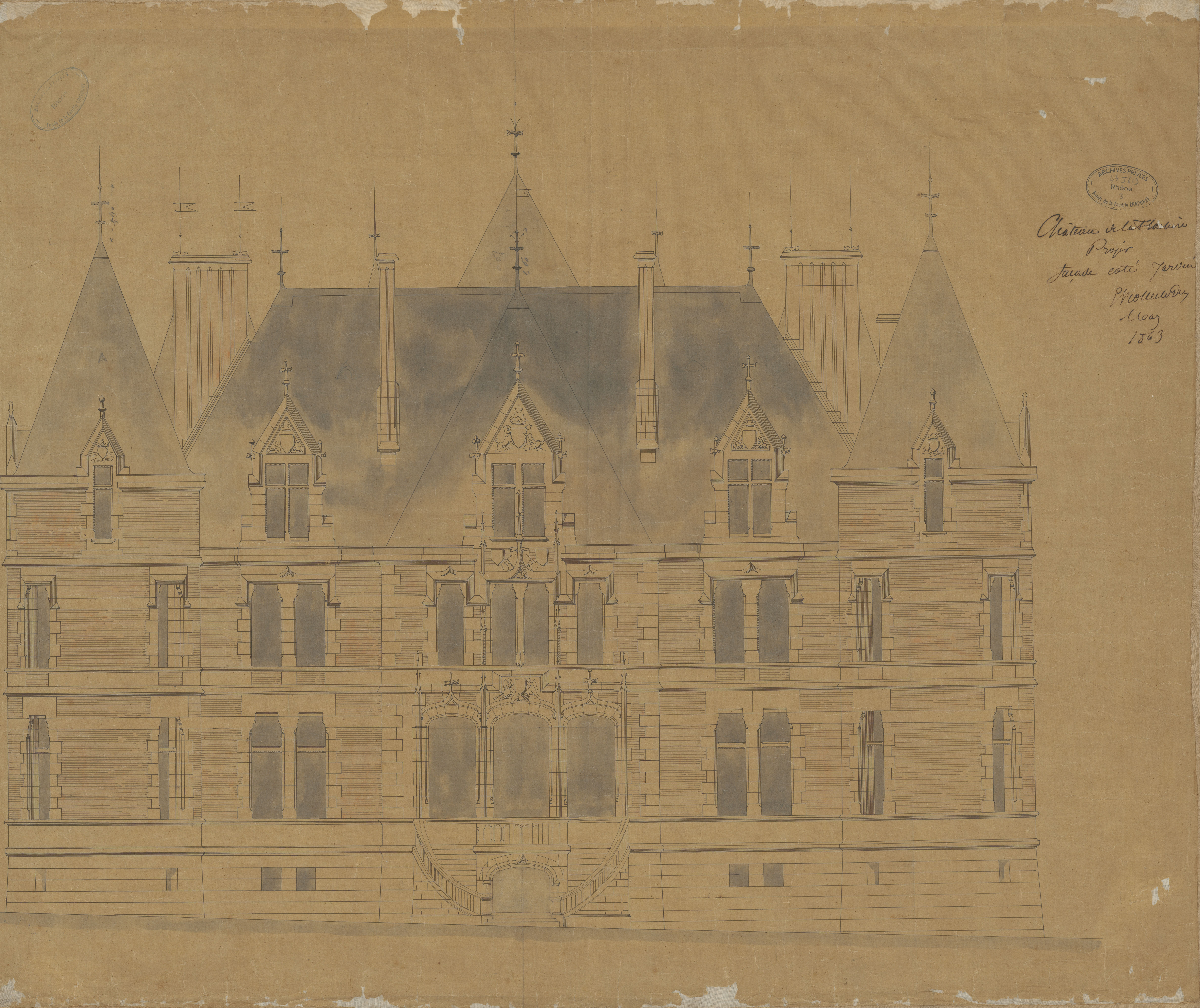
Façades nord, sud et latérale, dessins signés Viollet-le-Duc, 1863.
Façades nord et sud, plans au sol, dessins aquarellés signés Viollet-le-Duc, 1862.
Peinture des murs et plafonds du grand escalier, 1864.
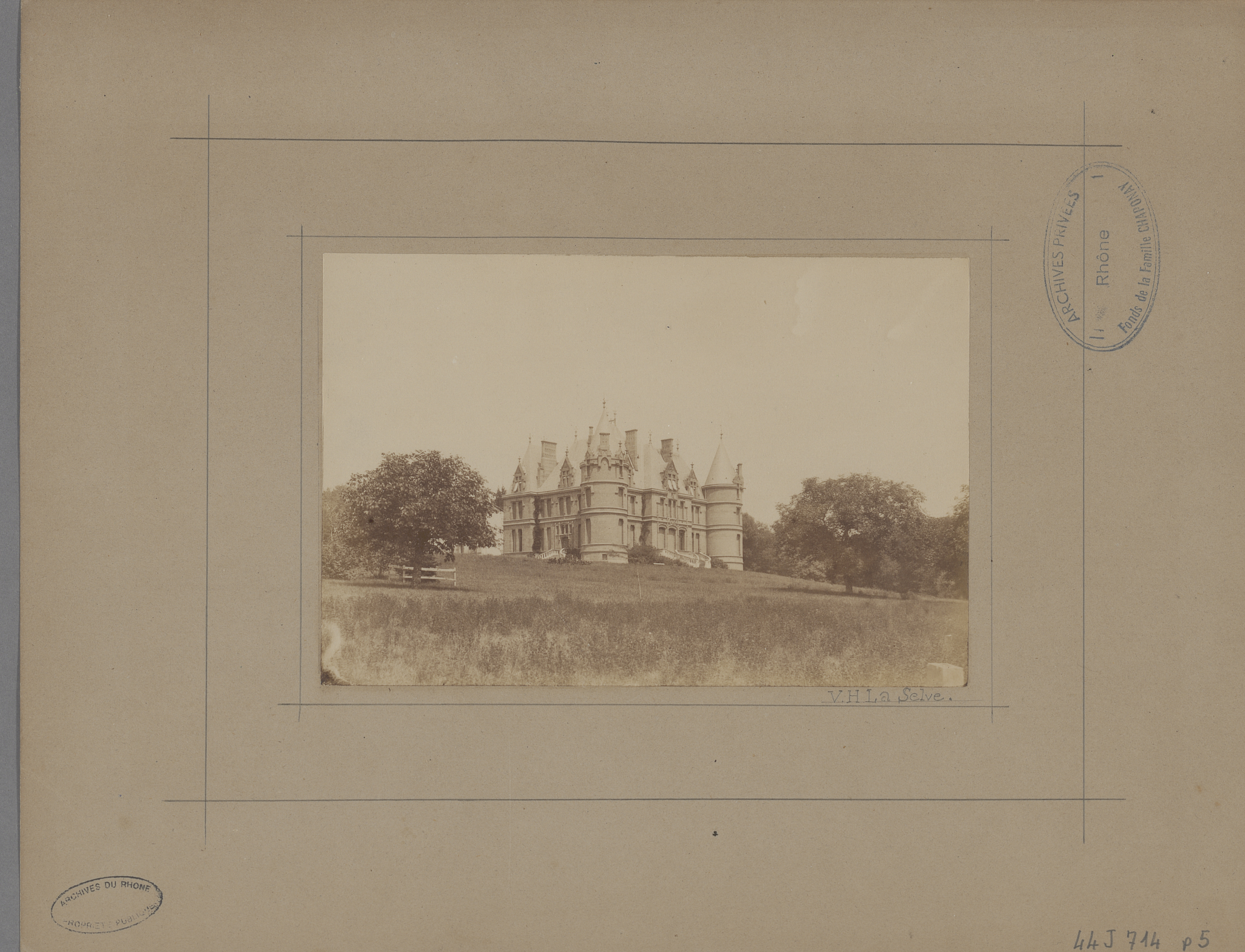
Château de la Flachère, photographié en 1899.

## Historique
- La Flachère était au XIIIe siècle, le siège d'une chevalerie de Malte.

Différentes familles se succèdent à la Flachère :

Famille de Paranges
- Mathieu de Paranges, chevalier

Famille de Chévriers
- En 1584, François de Chévriers épouse Claudine de Paranges, dame de la Flachère, fille et héritière du précédent.
- En 1629, François de Chévriers, leur fils, épouse Claudine de Varennes.
- En 1668, Philibert de Chévriers, leur fils, épouse Jeanne de Maison-Saille.
- En 1711, Claude Joseph de Chévriers, leur fils, épouse Charlotte Sylvie de l'Hôpital.

Armoiries : d'argent, à trois chevrons de gueules à la bordure engrêlée d'azur.
Famille Durand
- Au début du règne de Louis XV, le domaine est acheté par Paul Durand, seigneur de Châtillon.
- En 1771, Simon Jean César, fils du précédent et de Marie Anne Vial, épouse Bonne Bathéon de Vertrieux.

Famille Chaponay
- En 1796, Pierre Anne de Chaponay épouse Marie-Bonne-Antoinette Durand, demoiselle de Châtillon, petite-fille de Paul Durand héritière de la Flachère.
- En 1887, François Pierre, marquis de Chaponay, épouse Constance Schneider.

Armes des Lévis-Mirepoix

Armoiries : d'azur, à trois coqs d'or, becqués, crêtés, barbés et membrés de gueules; devise : Gallo canente spes redit.
Famille de Lévis-Mirepoix
- En 1911, Constance Zélie Eudoxie Marie Nicole de Chaponay, leur fille, épouse Antoine de Lévis-Mirepoix et lui apporte la Flachère qu'elle a rachetée à son frère Antoine.
- En 1979 le duc se sépare du domaine qui est divisé en plusieurs propriétés.

## Construction du château

### Les avant-projets et les contraintes
En 1859, Monsieur et Madame Chaponay souhaitent reconstruire le château de la Flachère et se tournent vers l'architecte lyonnais Louis-Frédéric Benoît. Contre la somme de 3 000 francs, un projet complet comprenant des études de plans et d'élévation ainsi qu'un relevé du plan général de l'ancien château. Le projet de Benoît sera refusé par le couple Chaponay qui le remplacera par un cabinet d'architecture parisien renommé, celui de Viollet-le-Duc.
Selon les vœux des commanditaires, le château sera une demeure rectangulaire avec aux quatre angles des tours ornées de toits en pavillon.